# Lionel Tran
Pour les articles homonymes, voir Tran (homonyme).
 (novembre 2018).
Si vous disposez d'ouvrages ou d'articles de référence ou si vous connaissez des sites web de qualité traitant du thème abordé ici, merci de compléter l'article en donnant les références utiles à sa vérifiabilité et en les liant à la section « Notes et références ».
Lionel Tran est un auteur français né le 22 février 1971 à Lyon. 

## Biographie
Après une enfance à Vaulx-en-Velin, il réside à la Croix-Rousse (Lyon) depuis le début des années 1980.
Il n'a pas fait d'études de lettres, mais quelques années de linguistique et de sémiologie et un passage dans l'underground lyonnais. Pendant dix ans, il alterne économie de survie parallèle[C'est-à-dire ?], emplois aidés (dans une imprimerie d'état notamment), RMI. Il a été employé d'immeuble à la Croix-Rousse pendant seize ans.
En 1997, il cofonde Terrenoire éditions, structure de micro-édition. Il auto-publie des livres, solos ou collectifs.
De 1996 à 2004, Lionel Tran a travaillé, en tant que journaliste pour Jade et auteur-scénariste, avec les éditeurs Les Requins Marteaux, L'Association, Ego Comme X, 6 pieds sous terre (Le journal d’un Loser, Une année sans printemps, Otaku). En 2002, il adapte le roman Une trop bruyante solitude de l'écrivain tchèque Bohumil Hrabal. Ce projet est accompagné d'une scénographie présentée dans la programmation du 30e Festival international de la bande dessinée d'Angoulême en 2004, puis à la Cité du livre d'Aix-en-Provence avant d'être exposé au Musée National de la littérature de Prague.
Son premier roman autobiographique et générationnel, Sida Mental, paraît en 2006.
Depuis 2000, il anime des ateliers d'écriture. Après avoir collaboré avec différentes structures, il fonde en 2014, avec Raphaël Bischoff, son propre atelier : les Artisans de la fiction, installé à la Croix-Rousse.
En 2008, il devient codirecteur avec Astrid Toulon du domaine littéraire chez Ego Comme X (romans autobiographiques). En 2009, ils publient Purulence d’Amoreena Winkler, récit d’une enfant née dans la secte Les enfants de Dieu.
En septembre 2012, Lionel Tran publie No Présent aux éditions Stock dans la collection « La forêt » dirigée par Brigitte Giraud.

## Œuvres publiées

### Bande dessinée (scénariste)
- Le Journal d'un loser avec Ambre, 6 pieds sous terre, coll. « Blanche », 2000  (ISBN 2-910431-07-X).
- Une année sans printemps, avec Ambre, 6 pieds sous terre, coll. « Monotrème », 2001  (ISBN 2-910431-20-7).
- Une trop bruyante solitude (d'après le roman de Bohumil Hrabal), avec Ambre (dessin) et Valérie Berge (photographies), 6 pieds sous terre, coll. « Blanche », 2003  (ISBN 2-910431-38-X).
- Otaku, avec Ivan Brun, Les Requins Marteaux, 2004  (ISBN 2-84961-011-9).

### Littérature
- Le Livre des mensonges véridiques, Lyon, Terrenoire, 1997 (BNF 37656029).
- Une terre de difficulté  (ill. Ambre), Lyon et Marseille, Terrenoire et Le Dernier Cri, 2000 (BNF 37690596).
- La Cage  (ill. Frédéric Poincelet), Terrenoire, 2000 (BNF 37654738).
- Traverser du désert  (ill. Thomas Foucher), Bordeaux, Egone, 2001 (ISBN 2-9516259-1-X).
- Sida Mental, Angoulême, Ego comme X, 2006, 93 p. (ISBN 2-910946-58-4).
- No Présent, Paris, Stock, 2012, 283 p. (ISBN 978-2-234-07396-8). Prix littéraire des jeunes Européens[1] 2014, catégorie "étudiants francophones"